# Gobius gasteveni
Gobius gasteveni es una especie de peces de la familia de los Gobiidae en el orden de los Perciformes.

## Morfología
Los machos pueden llegar a alcanzar los 12 cm de longitud total.

## Distribución geográfica
Se encuentra al oeste del Canal de la Mancha,  Madeira e Islas Canarias. 

## Observaciones
Es inofensivo para los humanos. 